# Велика Слобода (зупинний пункт)
Велика Слобода — пасажирський залізничний зупинний пункт Жмеринської дирекції Південно-Західної залізниці на одноколійній неелектрифікованій лінії Ярмолинці — Ларга між станцією Кам'янець-Подільський (18,4 км) та роз'їздом Кельменці (16,7 км). Розташований в селі Велика Слобідка Кам'янець-Подільського району Хмельницької області.

## Пасажирське сполучення
На зупинному пункті Велика Слобода зупиняються приміські поїзди сполученням Ларга — Гречани / Хмельницький.